# Victor Perner
Pour les articles homonymes, voir Perner.
Victor Perner, né le 26 mai 1911 à Terezín et mort le 10 février 1997 à Dolní Podluží, est un militaire, résistant et ingénieur agronome tchèque, Compagnon de la Libération.

## Biographie

### Jeunesse et formation
Fils d'un médecin-colonel de l'armée tchécoslovaque, Victor Perner naît le 26 mai 1911 à Terezín, alors incluse dans l'empire austro-hongrois. Il obtient un diplôme d'ingénieur à l'école supérieure technique d'agriculture puis s'engage dans l'armée en 1933.

### Seconde Guerre mondiale
Après l'annexion des Sudètes et l'invasion de la Tchécoslovaquie par le troisième Reich, il s'évade vers la Pologne puis parvient en France où il s'engage dans la Légion étrangère. Détaché en Algérie au 15e régiment de tirailleurs sénégalais, il rejoint en octobre 1939 le reste de l'armée tchécoslovaque en exil qui s'est installée en France.
Affecté à l'état-major de la 1re division tchécoslovaque, il participe à la bataille de France puis, après la victoire de l'Allemagne, part pour l'Angleterre. En octobre 1942, Victor Perner s'engage dans les forces françaises libres et rejoint les rangs du bataillon de marche no 4 au sein de la 1re division françaises libre. Chef d'une section de mitrailleuse, il combat en Afrique du Nord, est promu lieutenant et prend le commandement d'une compagnie.
Lors de la campagne d'Italie, il se distingue le 20 mai 1944 en menant ses hommes à l'assaut d'une position ennemie. Après le débarquement de Provence, il participe à la bataille de Toulon au cours de laquelle il est grièvement blessé par des éclats d'obus le 21 août 1944. Désireux de reprendre le combat le plus vite possible, il écourte sa convalescence et rejoint son unité avec laquelle il prend part aux opérations autour du massif de l'Authion. Le 16 mars 1945, à Sospel, il est à nouveau blessé mais une fois de plus il n'attend pas la fin de son repos pour retourner dans son bataillon jusqu'à la fin de la guerre qu'il termine avec le grade de capitaine.

### Après-Guerre
Après le conflit, Victor Perner retourne en Tchécoslovaquie et se réengage dans son armée. Affecté à l'état-major général de l'armée à Prague, il revient en France de 1946 à 1947 pour y suivre les cours de l'École supérieure de guerre en tant que stagiaire étranger. En 1950, il devient lui-même professeur à l'école de guerre de son pays. Dans la Tchécoslovaquie du pacte de Varsovie, ses services rendus à l'Ouest et son mariage avec une française lui valent d'être mis à la retraite d'office en 1954 avec le grade de lieutenant-colonel. Sa formation d'ingénieur agronome lui permet alors d'occuper différents poste dans le secteur de l'agriculture jusqu'à sa retraite en 1972.
Victor Perner meurt le 10 février 1997 à Dolní Podluží où il est incinéré.

## Décorations
|  |  |  |  |  |  |
|  |  |  |  |  |  |
|  |  |  |  |  |  |

| Croix de Guerre Tchécoslovaque                | Croix de Guerre Tchécoslovaque                | Croix de Guerre Tchécoslovaque                | Médaille du mérite Tchécoslovaque     | Médaille du mérite Tchécoslovaque     | Médaille du mérite Tchécoslovaque     | Médaille commémorative de l'armée tchécoslovaque à l'étranger Avec agrafes "France" et "Grande-Bretagne" | Médaille commémorative de l'armée tchécoslovaque à l'étranger Avec agrafes "France" et "Grande-Bretagne" | Médaille commémorative de l'armée tchécoslovaque à l'étranger Avec agrafes "France" et "Grande-Bretagne" |                           |                           |                           |
| Officier de la Légion d'Honneur (1996) France | Officier de la Légion d'Honneur (1996) France | Officier de la Légion d'Honneur (1996) France | Compagnon de la Libération France     | Compagnon de la Libération France     | Compagnon de la Libération France     | Croix de guerre 1939-1945 France                                                                         | Croix de guerre 1939-1945 France                                                                         | Croix de guerre 1939-1945 France                                                                         |                           |                           |                           |
| Médaille des blessés de guerre France         | Médaille des blessés de guerre France         | Médaille des blessés de guerre France         | Médaille des blessés de guerre France | Médaille des blessés de guerre France | Médaille des blessés de guerre France | Médaille coloniale France                                                                                | Médaille coloniale France                                                                                | Médaille coloniale France                                                                                | Médaille coloniale France | Médaille coloniale France | Médaille coloniale France |